# Littlefield, Texas
Littlefield este sediul comitatului Comitatul Lamb (conform originalului din engleză, Lamb County), unul din cele 254 de comitate ale statului american Texas. Populația localității fusese de 6.372 de locuitori la recensământul din anul 2010.
1. ↑  2010 U.S. Gazetteer Files, accesat în 9 iulie 2020